# La Cave
Un retrait
La Cave, sous titré Un retrait, est un roman à caractère autobiographique de l'écrivain autrichien Thomas Bernhard, paru en allemand en 1976 et en français en 1982. Il est le deuxième d'une suite de cinq romans autobiographiques dans lesquels Bernhard raconte sa jeunesse, écrits entre 1975 et 1982 : L'Origine, La Cave, Le Souffle, Le Froid et Un enfant.

## Résumé
Le roman s'ouvre sur la décision de Thomas Bernhard de quitter son lycée du centre de Salzbourg pour entrer comme apprenti dans une épicerie d'un quartier pauvre, marginal et réputé dangereux; la cité de Scherzhauserfeld. Dans cette cave reconvertie en commerce, il apprend au contact de son patron, Karl Podlaha, un nouveau sens des réalités, qui vient compléter l'enseignement philosophique plus déconnecté reçu de son grand-père. Semblant trouver sa voie, il se lance en parallèle dans l'étude du chant et de la musicologie. A la fin du livre, il raconte sa rencontre fortuite, vingt-cinq ans plus tard, avec un ancien client.

## Historique
Les événements narrés dans le roman se déroulent en 1947, durant l'adolescence de Bernhard. Ils font suite à la période, décrite dans L'Origine, durant laquelle Bernhard est victime des méthodes d'éducations violentes des nazis et des catholiques dans l'internat salzbourgeois où il est placé.
Sa famille qui a du quitter la Bavière où elle était installée sur ordre des autorités allemandes, revient vivre en Autriche et le rejoint à Salzbourg. Bernhard étudie au lycée, où il risque de tripler sa seconde. Dans le roman le choix de quitter le lycée est présenté comme une volonté personnelle de l'auteur, mais il semble que son beau-père se soit également opposé à ce que Bernhard redouble une fois de plus pour s'engager dans une formation professionnelle qui lui permette de soutenir financièrement la famille.
En parallèle de son apprentissage, Bernhard suit des cours de musicologie avec Theodor Wilhelm Werner (de), professeur au Mozarteum et critique musical du Salzburger Nachrichten; et de chant avec la chanteuse Maria Keldorfer, son épouse.

## Analyse
La volonté de se rendre « dans le sens opposé » occupe une place particulière dans le récit. Elle marque la volonté de l'auteur de tourner le dos au centre de la ville, et au monde de souffrance dans lequel il a vécu.

## Postérité
La cité de Scherzhauserfeld, située à l'époque des événements à l'écart de la ville, a depuis été absorbée par l'agglomération de Salzbourg. Après une première proposition refusée par les habitants, l'une de ses rues a été renommée Thomas-Bernhard-Straße.